# Plaine-Haute
 Plaine-Haute  (en bretón Plenaod) es una población y comuna francesa, situada en la región de Bretaña, departamento de Côtes-d'Armor, en el distrito de Saint-Brieuc y cantón de Quintin.

## Demografía
| 938 | 918 | 1025 | 1102 | 1117 | 1211 |
| Para los censos de 1962 a 1999 la población legal corresponde a la población sin duplicidades (Fuente: INSEE [Consultar]) |     |      |      |      |      |